# 松樹尾社區中心
松樹尾社區中心（Centro Comunitário junto à Povoação Chun Su Mei），是位於澳門氹仔松樹尾一座社區服務設施大樓，內設公眾停車場、巴士總站、長者書院分校和長者日間活動中心。

## 歷史

### 初期構想
2008年7月15日，土地工務運輸局宣佈計劃於當時社區中心用地興建公共停車場，提供約五百個停車位，電單車及輕型汽車泊位各佔一半。而施工圖則已基本完成，並正在修改階段，預計承建工程可於該年第四季公開招標，爭取在2009年第一季動工。停車場計劃興建樓高四層的建築，鄰近律政施街及消防局前地，佔地2,100多平方米，總建築面積約8,900多平方米，建成後可提供約250個輕型汽車泊位和250個電單車泊位。
2008年10月，由於停車場興建計劃遭到居民反對意見和沒有進行公開咨詢，因此政府為回應居民訴求，於該年10月27日起展開為期一個月的公開咨詢，期間在氹仔嘉模墟廣場展示停車場的設計圖及資料，並於澳門街坊會聯合總會離島辦事處氹仔社區中心舉行“氹仔松樹尾公共停車場介紹會”向居民介紹了停車場和氹仔城市規劃。
據介紹，計劃興建的氹仔松樹尾停車場擬設於氹仔消防局前地及律政司街交匯處，是一座樓宇高度為Ｍ級的停車場，高度為11.2米，樓高4層，包括地面層、一樓、二樓及三樓，每層建築面積為2,177平方米，總建築面積為8,710平方米，停車場內設有合共500個車位，當中250個為輕軌汽車車位（包括傷殘人士專用車位），其餘250個為電單車位。設計着重於建立一個氹仔舊城區和新建樓宇之間的連接點，在外觀設計上融合了氹仔市區的廟宇、澳門半島盧家大屋建築特色及福隆新街的窗戶特色，故飾面材料主要選用了灰色磁磚配襯紅色混凝土；同時，外牆的窗戶擬採用自然通風設計，以減少耗電量，讓自然光可由不同方向如屋頂天窗及外牆窗戶直接進入停車場，達到環節能的效果。
2008年11月26日，上述公開咨詢期結束，土地工務運輸局早前更與坊會合辦介紹會，以互動形式聽取居民的意見和建議。經初步分析，居民的意見主要集中在停車場的外觀設計、功能和樓層數目等。同年12月，街坊總會離島辦事處代表拜訪土地工務運輸局，並遞交意見書，希望工程盡快動工。局方表示，現時正就諮詢期收集之意見進行分析及總結意見後，按需要修改圖則及盡快進行工程招標。

### 松樹尾臨時停車場時期
2009年9月，為回應巿民對氹仔舊城區增加泊車位的訴求，交通事務局計劃於松樹尾及飛能便度街兩個地點增設臨時泊車位，其中位於現時社區中心的地段佔地約2,200平方米，正計劃興建永久公共停車場，由於計劃經收集巿民意見後現正進行修改，距離正式興建仍有待一段時間，為儘快回應巿民增設泊車位的訴求，交通事務局計劃先把有關地段進行平整並闢作臨時停車場。工程工期約兩個月，工程完成後，臨時停車場內將可提供87個輕型汽車咪錶泊車位、2個傷殘人士專用車位及76米長的電單車泊車區，而臨時停車場外圍亦會增加2個輕型汽車咪錶泊車位及36米長的電單車泊車區。
2009年10月9日，松樹尾臨時停車場工程動工，工期約兩個月。臨時停車場內將可提供87個輕型汽車咪錶泊車位、2個傷殘人士專用車位及76米長的電單車泊車區；至於臨時停車場外圍則會增加2個輕型汽車咪錶泊車位及36米長的電單車泊車區。
2009年11月27日上午9時，氹仔松樹尾臨時停車場工程竣工並開放予公眾使用。外合共提供89個輕型汽車咪錶泊車位、2個傷殘人士專用車位及112米長的電單車泊車區。
2013年12月，為配合社區中心建造工程，該地段的臨時停車場於該年12月26日起分兩階段圍封，直至2014年1月8日將完全封閉。

### 社區中心時期

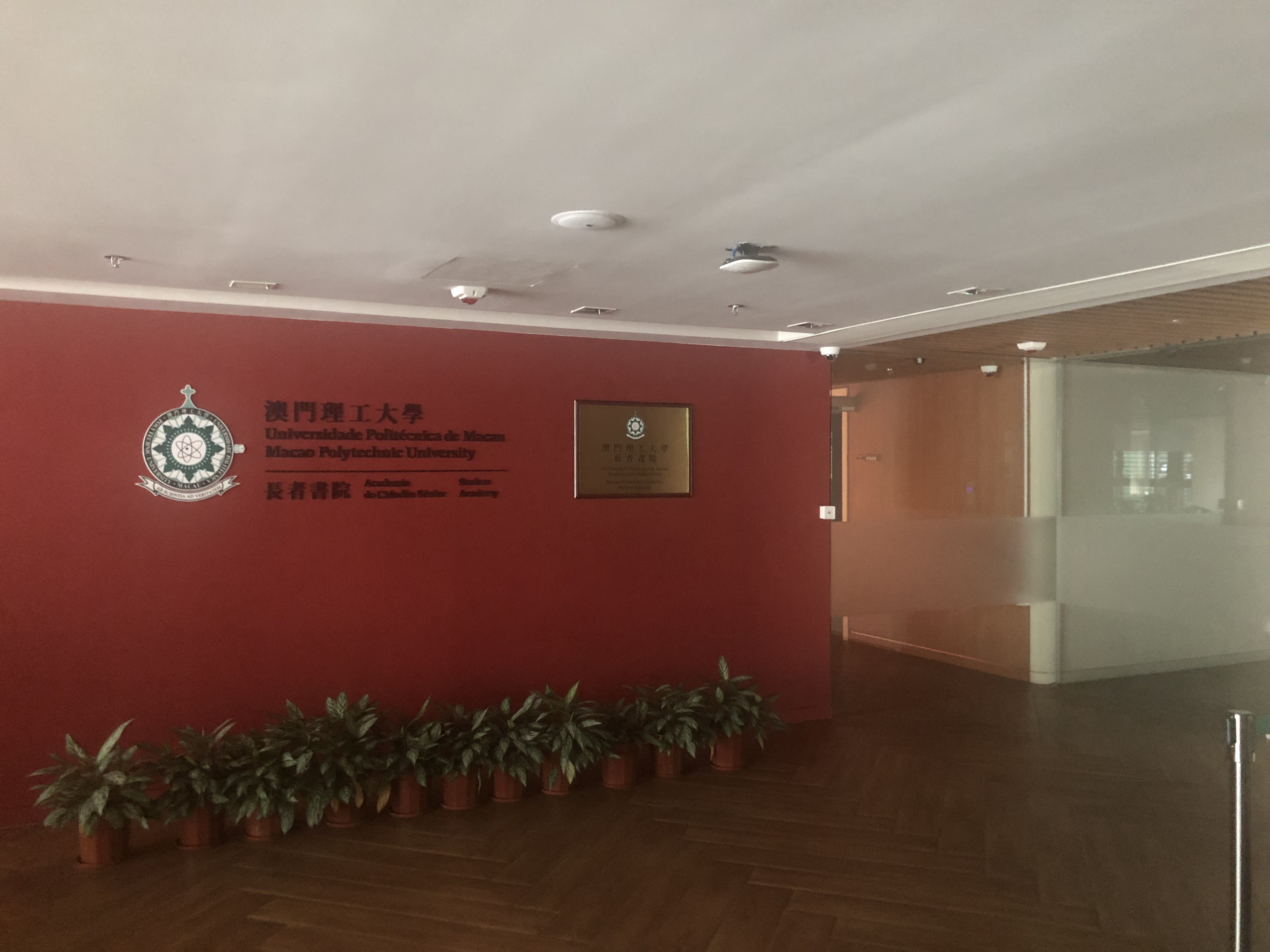
澳門理工大學長者書院氹仔分校

2013年8月9日，氹仔松樹尾社區中心建造承包工程進行開標，工程涉及的範圍連同地庫共有七層，中心建成後可望有助解決區內停車位緊張問題，同時亦可提供更多文康活動空間。共有15份標書參與今次競投，全部獲得接納，造價由2億6百多萬澳門元至3億1千多萬澳門元不等，預計今年第四季可以動工，工期660日，初步估計可提供約300個就業機會。工程位於當時的松樹尾臨時停車場地段。佔地面積2,716平方米，總建築面積約為19,400平方米，樓高三層（高11.2米），並設有四層地庫作為公共停車場。其中，公共停車場計劃設置201個私家車位、3個殘障人士車位及200個電單車位，殘障人士車位和電單車位設於地庫一層。停車場設有兩組升降機和公眾洗手間。地面層設置有3個中小型巴士停泊站和假日跳蚤市場，其餘空間設置停車場斜坡、設備用房、保安室、垃圾房及公眾洗手間。設有兩組升降機連接地面層至天台。一樓及二樓計劃用作社區設施，設計為開放式空間，以備未來使用單位按其需要靈活運用，部分位置設計向內退縮，預留室外空間作花圃綠化之用。天台分別設置籃球場、綠化區，並預留空間安裝空調設備，部分位置興建斜屋頂以配合周邊環境及建築特色。工程當時爭取於2015年底落成。
2014年5月23日，配合社區中心建造工程，政府有需要對律政司街進行渠道改造工程，遷移地下的清水渠、污水渠、自來水管及電訊管線，以騰出空間建造地下公共停車場。隨著第一階段的渠道改建工程完成後並展開第二階段工程，屆時律政司街近地堡街之路段將實施封閉交通，工期約30天。
2016年11月28日，政府公報頒布《氹仔松樹尾公共停車場使用及經營規章》。
2017年1月27日，位於社區中心地庫的“松樹尾停車場”啟用。停車場地庫合共四層，提供197個輕型汽車泊車位及197個摩托車泊車位。所有進入場內停泊的車輛一律按時鐘收費，輕型汽車日間（上午8時至晚上8時前）收費每小時或不足一小時6元，夜間（晚上8時至翌日上午8時前）收費每小時或不足一小時3元；摩托車日間收費每小時或不足一小時2元，夜間收費每小時或不足一小時1元。
2017年4月29日，位於社區中心地面層的巴士總站正式啟用。
2017年8月1日，停車場正式增設銀聯閃付卡及澳門通電子收費系統。
2018年10月中旬，澳門理工大學長者書院計劃於氹仔設立分校，時任社會文化司司長譚俊榮到該社區中心地段內一樓視察，當時計劃於2020年投入運作。
2019年11月20日，位於社區中心一樓的澳門理工大學長者書院氹仔分校正式啟用。
2020年9月1日，位於社區中心二樓的「民眾頤菁中心」舉行揭牌儀式，該中心將為55歲或以上的澳門居民提供服務，包括持續學習和長者義工服務等。

## 樓層
| 樓層分佈    |                                                                              |
| RF          | 天台設施                                                                     |
| 2/F         | 民眾建澳聯盟—頤菁中心                                                        |
| 1/F         | 澳門理工大學長者書院氹仔松樹尾分校                                           |
| G/F         | 公共巴士總站／停車場收費處／公共洗手間                                       |
| B1/F        | 松樹尾停車場（公共停車場）- 電單車泊車區／充電車位／傷殘人士專用車位／出入口 |
| B2/F - B4/F | 松樹尾停車場（公共停車場）- 輕型汽車泊車區                                   |

## 設施
- 民眾建澳聯盟—頤菁中心
- 澳門理工大學長者書院氹仔松樹尾分校
- 巴士總站
- 停車場

## 鄰近地點
- 官也街
- 氹仔平民新邨
- 氹仔市政街市
- 益隆炮竹廠